# Iqer'iyen
 (janvier 2015).
Si vous disposez d'ouvrages ou d'articles de référence ou si vous connaissez des sites web de qualité traitant du thème abordé ici, merci de compléter l'article en donnant les références utiles à sa vérifiabilité et en les liant à la section « Notes et références ».

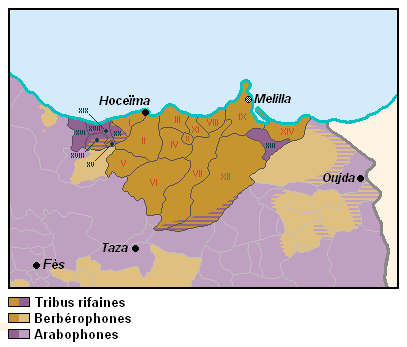
Carte des tribus rifaines, réalisée en 2015.

Drapeau de la région du Rif.

Les Iqer'iyen (en berbère rifain : ⵉⵇⵍⵄⵍⵉⵢⵏ, en arabe rifain : قلعاية), également appelés Iqel'iyen ou Qel'aya, sont une tribu rifaine originaire du Rif oriental (province de Nador – nord du Maroc). Cette tribu comprend cinq tribus, et tenait un rôle central dans la gestion des ressources naturelles, la préservation de la cohésion sociale et la défense du territoire contre les agressions extérieures.  
Durant le XIXe et le début du XXe siècle, les Iqer'iyen se sont illustrés par leur résistance à la colonisation espagnole, notamment sous la direction du résistant berbère rifain Mohamed Améziane, un symbole emblématique de la lutte anti-coloniale rifaine. Bien que leur organisation traditionnelle ait évolué sous l'effet des réformes administratives et de la centralisation étatique au XXe siècle, leur héritage culturel reste profondément ancré dans la mémoire collective de la région.

## Composition
La tribu des Iqer'iyen est composée de cinq grandes tribus berbères, appelées localement « khams khemmas », qui signifient « cinq cinquièmes ». Ces tribus regroupent elles-mêmes plusieurs communautés territoriales et familles. Historiquement, chaque tribu était une entité autonome qui contribuait à la défense collective, à la gestion des ressources, et à la cohésion sociale de l'ensemble de la confédération.
• La région des Imazouzen, territoire de la tribu des Imazouzen, faisant partie de la tribu des Iqel'iyen (Tamurt n Imazouzen : ⵜⴰⵎⵓⵔⵜ ⵏ ⵉⵎⴰⵣⵓⵣⵏ) : Autour de Nador
• La région des Ayt Bou Ifrour, territoire de la tribu des Ayt Bou Ifrour, faisant partie de la tribu des Iqel'iyen (Tamurt n Ayt Bou Ifrour : ⵜⴰⵎⵓⵔⵜ ⵏ ⴰⵢⵜ ⴱⵓ ⵉⴼⵔⵓⵔ) : Autour de Zeghanghane
• La région des Ayt Sidel, territoire de la tribu des Ayt Sidel, faisant partie de la tribu des Iqel'iyen (Tamurt n Ayt Sidel : ⵜⴰⵎⵓⵔⵜ ⵏ ⴰⵢⵜ ⵙⵉⴷⴻⵍ) : Autour de Ayt Sidel
• La région des Ayt Bouyafar, territoire de la tribu des Ayt Bouyafar, faisant partie de la tribu des Iqel'iyen (Tamurt n Ayt Bouyafar : ⵜⴰⵎⵓⵔⵜ ⵏ ⴰⵢⵜ ⴱⵓⵢⴰⴼⴰⵔ) : Autour de Bouyafar
• La région des Ayt Chiker, territoire de la tribu des Ayt Chiker, faisant partie de la tribu des Iqel'iyen (Tamurt n Ayt Chiker : ⵜⴰⵎⵓⵔⵜ ⵏ ⴰⵢⵜ ⵛⵉⴽⵔ) : Autour de Bni Chiker

## Origine du nom
Iqer’iyen vient de l'arabe “Qal'a” qui signifie “Citadelle”. Iqer'iyen signifie donc “les gens des citadelles”. Ce nom fait référence à la solidité de cette tribu à l'image d'une citadelle.
Une des caractéristiques spécifique au dialecte berbère des rifains , est que le son "L" est remplacé par le son "R", ce qui pour "Iqel'iyen", donne ”Iqer'iyen".

## Histoire
La tribu des Iqer'iyen est une grande tribu guerrière connue pour son art durant la guerre et pour son excellente maîtrise des canons et des avions. Elle est située à l'ouest des tribus Ikebdanen et Iznassen.  
Les Iqer'iyen sont connus pour être l’une des plus grandes tribus guerrières du Rif, et même du Maroc, connu aussi pour avoir été les premiers à déclarer la guerre aux Espagnols lors du XIXe siècle, et les avoir vaincus, avec le résistant Mohamed Améziane qui est considéré[Par qui ?] comme le précurseur de la guerre du Rif .
Les Iqer'iyen menés par Mohamed Améziane réussirent pendant 5 ans à repousser les Espagnols jusqu’à la mort de ce dernier a Hajrat Ali le 15 mai 1912 , ce qui poussa toutes les tribus rifaines à rejoindre les rangs de Abdelkrim el-Khattabi pour faire face aux colons.
Quelques tribus berbères étaient originaires des Iqel'iyen, avant d'émigrer et d'intégrer d'autres tribus rifaines, il y a plusieurs siècles.
—
La région des Guelaya était le bastion des Merinides.
En 1497, la ville de Mellila passe aux mains des Espagnols. 
Lors de l'époque coloniale, les Guelaya sont les premiers à avoir déclaré la guerre à l'Espagne, et ce bien avant la guerre du Rif.  En 1893 ils repoussent les Espagnols à Sidi Waryash près de Farkhana. Avec les tribus Aït Oulichek, Aït Touzine et Aït Saïd, ils ont chassé Rogui Bou Hmara des montagnes du Rif. C'est ainsi que Bou Hmara est revenu à Taza le 23 juin 1908. En 1909, éclate la fameuse "guerre de Melilla", prémices de la Guerre du Rif, où lors de la fameuse bataille de « ighzar n wouchen » (Le ravin du loup) les troupes de Mohand Ameziane écrasent les Espagnols. Cependant, en 1912, le chef de la résistance locale Mohand Ameziane, perdit la vie lors de la bataille de Hajrat Ali face aux troupes espagnoles .
Ils participèrent aussi à la guerre du Rif aux côtés des autres Rifains, C’est l’une des tribus les plus fortes et guerrières de la région et l’une des premières à rejoindre les rangs de Abdelkrim el-Khattabi.

## Personnalités célèbres
- Cadi Kaddour : linguiste marocain de langue berbère.
- Amar Lasfar : président de l'association Musulmans de France et fondateur du Lycée Averroès.
- Oussama Assaidi : footballeur marocain (Ait Bouyafar).
- Munir El Haddadi : footballeur marocain (Imazoujen).
- Youssef Mokhtari : footballeur marocain (Ait Sidel).
- Mohand Ameziane : leader marocain de la résistance antiespagnole (Ait Bou Ifrour).
- Najat Vallaud-Belkacem: ancienne ministre française de l'Éducation nationale, d'origine marocaine (Beni Chiker).
- Mohamed Choukri : écrivain marocain (Beni Chiker).
- El Walid Mimoun : chanteur folklorique marocain (Ait Sidel).
- Ahmed Aboutaleb : homme politique néerlandais, d'origine marocaine (Ait Sidel).
- Isam Bachiri : rappeur et compositeur danois, d'origine marocaine.
- Mohamed Meziane : officier militaire marocain.